# Syllepte hoenei
Syllepte hoenei là một loài bướm đêm trong họ Crambidae.